# Tom Hamilton
Thomas William "Tom" Hamilton, né le 31 décembre 1951 à Colorado Springs, Colorado, est le bassiste du groupe de hard rock Aerosmith. Il a notamment co-écrit trois titres à succès du groupe, Sweet Emotion (célèbre pour sa ligne de basse), Janie's Got a Gun et Jaded. Il joue occasionnellement de la guitare sur certaines chansons qu'il a coécrites, Uncle Salty et Sick as a Dog.

## Les débuts
Il apprend la guitare à l'âge de 12 ans, aidé par son grand frère. C'est pour un groupe local en recherche d'un bassiste que Tom Hamilton commence à jouer de la basse, à 14 ans. Il cite ses principales influences comme étant Paul McCartney, John Entwistle et John Paul Jones. Rapidement, il rencontre Joe Perry, futur guitariste du groupe, avec qui il joue dans plusieurs groupes dont "The Jam Band".
C'est à l'occasion d'un concert à  Sunapee, New Hampshire qu'ils rencontrent Steven Tyler, au cours de l'été 1970. Avec Steven Tyler à la batterie et au chant, les trois musiciens décident de déménager à Boston pour former un groupe. Afin de permettre à Steven de se concentrer sur le chant, ils recrutent le batteur Joey Kramer. Le deuxième guitariste Brad Whitford viendra s'ajouter à la formation, donnant naissance au groupe Aerosmith.

## Vie personnelle
Il est né de George Hamilton, travaillant dans l'Air Force et de Betty Hamilton, femme au foyer. Il a un frère, Scott (qui lui a notamment permis d'apprendre la guitare), et deux sœurs, Perry et Cecily.
Il est marié à Terry Cohen depuis 1975. Ensemble, ils ont eu deux enfants: Julian et Sage,,.
Il a été diagnostiqué d'un cancer de la gorge et de la langue en 2006, qui lui a causé quelques absences dans le groupe. En 2013, il a été forcé de se retirer d'une tournée pour cause de maladie. David Hull (ancien bassiste pour The Joe Perry Project), l'ayant déjà remplacé à plusieurs reprises, s'est alors chargé d'assurer le reste des dates.

## Matériel
Hamilton joue principalement au doigt. Au cours de sa carrière, il a été vu jouant sur divers modèles de basses dont la Gibson Thunderbird, Fender Precision Bass et Music Man StingRay Bass. Il peut également être vu jouer une Gibson Les Paul Bass dans le film Wayne's World 2.  
Sur la tournée de 2009, il utilisait cinq basses Sadowsky. Plus dernièrement en 2013, il semble affectionner la marque G&L chez qui il possède son propre modèle signature ASAT "Tom Hamilton".
Concernant les amplis, il a notamment joué sur Ampeg et Hartke. Il est désormais endorsé par Gallien-Krueger.

## Anecdotes
Durant les débuts d'Aerosmith, Tom Hamilton donnait de faux doigts au public en guise de « souvenir », clin d'œil aux médiators que donnent les guitaristes.
La fameuse ligne de basse sur le titre Sweet Emotion lui vaut sur scène le surnom de Mr Sweet Emotion".
D'après le site web du groupe, il cite son morceau favori comme étant The Farm sur l'album Nine Lives. 

## Participations externes
Exclusivement bassiste d'Aerosmith, Tom Hamilton a néanmoins rejoint le groupe Thin Lizzy pour une tournée durant l'été 2016, à laquelle a également participé Scott Travis, le batteur de Judas Priest. 

## Contributions
Hamilton figure parmi les compositeurs des morceaux suivants, au sein du groupe Aerosmith
1. "Sweet Emotion" sur Toys in the Attic
2. "Uncle Salty" sur Toys in the Attic
3. "Sick as a Dog" sur Rocks
4. "Critical Mass" sur Draw the Line
5. "Kings and Queens" sur Draw the Line
6. "The Hand That Feeds" sur Draw the Line
7. "Krawhitham" sur "Draw the Line Outtakes"
8. "The Reason a Dog" sur Done with Mirrors
9. "The Movie" sur Permanent Vacation
10. "Janie's Got a Gun" sur Pump
11. "Beautiful" sur Music from Another Dimension!
12. "Tell Me" sur Music from Another Dimension!
13. "Lover Alot" sur Music from Another Dimension!
14. "Can't Stop Lovin' You" sur Music from Another Dimension!
15. "Up On A Mountain" sur Music from Another Dimension!(Deluxe Version)

## Récompenses
- 2007 - Boston Music Award - Accomplissement Personnel[8]